# Мала кенаса (Чуфут-Кале)
Караїмська кенаса (мала) — пам'ятка архітектури національного значення (охоронний номер 010082/6), що входить до комплексу пам'яток національного значення Чуфут-Кале.

## Історія
Дві старовинні кенаси, що стоять поруч, — Велика й Мала — були центром караїмського життя Чуфут-Кале. Храмовою горою був південний схил столової гори, на якій стоїть стародавній Кирк-Єр, а храмовим комплексом — дворик з двома давніми кенасами за глухим кам'яним парканом. З Кенаської вулиці в дворик веде хвіртка з порогом з мармурової плити. Перед ними колись росли дерева, мешканці фортеці плекали тут єдиний у місті сад. У ньому справляли свято Суккот. Будинки кенас — прямокутні в плані, під двосхилим черепичним дахом.
Малу кенасу звели караїми, які переселилися з Мангупа на Кале наприкінці XVIII ст. Мала кенаса, яку побудовано між 1795 та 1800 рр., отримала назву «бет га-кодеш» (у перекладі теж «будинок святості»). Самуїл Пігіт у книзі «Іґґерет-нідхе-Шемуель» наводить спогади свого діда, який розповідав, що до цієї кенаси з покинутої кенаси Мангупа перевезли не тільки сувої Тори і книги, а й деталі інтер'єру, її дерев'яні частини, балки, крокви й все, що можна було перенести й використовувати в будівництві нової кенаси. Тому її ще називали Мангупською, а точніше — «мікрешей веккодшей ір Мангуп» — «з дощок і святинь міста Мангупа».
У першій половині ХІХ ст. Чуфут-Кале починає порожніти й перетворюватися на руїну. Мешканці поступово покидають його й переселяються до міст, які тоді переживали кращі часи, ніж старовинна фортеця в горах. У 1839 р. Мала кенаса переважно стояла закритою, її двері відчиняли, лише коли до міста приїжджали караїми з інших місцевостей, а тамтешнім вірянам цілком вистачало її більшої сусідки. Місто пережило короткий ренесанс у роки Кримської війни, коли на Кале знайшли прихисток караїми-біженці з прифронтових районів Криму. Мала кенаса знову була відкрита, й там лунали суботні молитви. Та це був уже останній подих життя старого міста. Після закінчення війни воно знову заснуло міцним сном, цього разу назавжди.
Одним із небагатьох людей, хто там залишився, був караїмський дослідник минулого, археолог Авраам Фіркович. Він влаштував у Малій кенасі книгосховище, величезну бібліотеку цінних стародавніх рукописів, які він назбирав під час мандрів країнами Сходу. Так культова споруда стала науковим архівом. У 1876 р. його вміст було перевезено до Публічної бібліотеки Санкт-Петербурга. В наш час у стінах Малої кенаси розташовано заклад схожого профілю — музей караїмської релігії.